# Associació Protectora de l'Ensenyança Catalana
L'Associació Protectora de l'Ensenyança Catalana (APEC), anomenada popularment la Protectora, fou una entitat fundada el 22 de desembre del 1898 pel pedagog Francesc Flos i Calcat amb l'objectiu d'impulsar el model d'escola catalana segons els corrents pedagògics moderns.

## Història

### Context
Al tombant dels segles XIX i XX, Catalunya i l'Estat espanyol visqueren canvis intensos: la pèrdua de Cuba, la forta industrialització del país, l'organització dels obrers i el reclam de més llibertats dins d'un estat democràticament deficient. A més, el catalanisme començà a polititzar-se i esdevingué un fenomen contemporani, de manera que la llengua catalana passà a tenir pes en les reivindicacions a fi de recuperar el lloc de primera llengua del país. En aquest bullici, el 1891 es creà la Unió Catalanista, una federació d'entitats catalanistes que fou la promotora de les Bases de Manresa (1892), un projecte de constitució que establia la sobirania interior de Catalunya dins de l'Estat espanyol.
Pedagògicament, al país dominava l'ensenyament tradicional, de tradició trista i sovint tràgica, tal com recorda la frase de llavors: “La letra con sangre entra”. A les escoles estatals s'ensenyava en castellà a recitar els noms dels reis visigots i a passar el rosari. A les escoles religioses es passava el rosari i es recitaven els reis visigots. Mentrestant, a Europa sorgien noves pedagogies que apostaven per nous enfocaments en l'educació –vegeu Maria Montessori, Célestin Freinet, Ovide Decroly, John Dewey–, en els quals el nen era el centre d'observació i s'educava en tots els sentits, amb la finalitat de fer bons ciutadans. Aquestes escoles diferents van ser anhelades per una minoria culta del país, la qual va apostar per la nova educació amb el sentiment de voler civilitzar el país.

### Inicis
La consciència catalanista motivà la fundació de l'Associació Protectora de l'Ensenyança Catalana a finals del 1898 sota el recer d'Unió Catalanista. El fundador fou el pedagog Francesc Flos i Calcat, qui havia despuntat amb la creació de la primera escola amb ensenyament en català, el col·legi Sant Jordi.
S'acordà que els tres càrrecs de la Junta Directiva fossin Josep Fiter i Inglès, president; Francisco Figueras, tresorer i Enric Ciurana, secretari.

### El rellançament
Després d'uns primers anys sense gaire embranzida (1898-1912), el rellançament d'aquesta institució coincidí amb l'Assemblea de la Unió Catalanista del 1912, celebrada a Tarragona. En aquesta proposta de rellançament s'impulsà un model d'escola catalana per als centres que s'hi volguessin adherir, així com els eixos a partir dels quals s'havia d'impulsar: editorial, butlletí, estudis normals i escola model.
L'any següent, des de l'acció de les institucions públiques, es produïren dos fets que ajudaren a consolidar aquesta proposta: el 1913 es creà el Consell de Pedagogia a la Diputació de Barcelona i l'Institut d'Estudis Catalans promulgà les Normes Ortogràfiques. Aquests dos esdeveniments contribuïren en la modernització pedagògica i la defensa d'una llengua unificada i moderna, la qual cosa propicià l'establiment d'una base més sòlida al model d'escola catalana de l'Associació Protectora de l'Ensenyança Catalana (APEC).
Amb la creació de la Mancomunitat de Catalunya (1914), l'APEC rebé el seu suport i per aquest motiu va augmentar molt el nombre dels seus socis: passà de tenir-ne 200 individuals i 5 de col·lectius el 1915, a 8.262 i 212 respectivament; i, respecte a les escoles que subvencionava, passà de 14 a 37.
En aquesta època, l'APEC aconseguí una gran penetració en la societat catalana així com reconeixement exterior gràcies, sobretot, a la col·laboració de les figures més prestigioses de la intel·lectualitat del país (vegeu l'àlbum de signatures lliurat el 26 de maig del 1914 a Enric Prat de la Riba).
El 1916 dissenyà un ambiciós pla editorial que abastava tots els àmbits de l'escola primària: llibres escolars de llengua (lectura, escriptura i gramàtica), aritmètica i geometria, geografia general amb estris didàctics, història, ciències físiques i naturals, antologies d'autors catalans, història sagrada i gramàtica castellana i francesa. I el 1917 creà la Comissió Editorial Pedagògica, presidida per Pompeu Fabra. El 1922, el pedagog Alexandre Galí entrà a formar part de la Comissió Tècnica, de manera que també assessorava en el procés editorial.
A més, l'APEC contribuí als Estudis Normals que complementaven la preparació dels mestres i organitzà cursos de català en moltes entitats, així com creà biblioteques escolars que després foren continuades per la Mancomunitat i l'Ajuntament de Barcelona.
L'any 1923, abans de la dictadura de Primo de Rivera, l'APEC tenia més de 10.000 socis i comptava amb mecenes catalans que vivien a Amèrica, la contribució econòmica dels quals fou molt important.

### La clandestinitat
Amb la dictadura de Primo de Rivera (1923-1930) es prohibí l'ensenyament del català com a matèria optativa a les Escoles Normals així com els llibres escolars en català. Amb objectiu repressiu i anticatalà, el 24 de juny del 1924 dictà un decret contra el separatisme i clausurà l'Associació Protectora de l'Ensenyança Catalana, així com les escoles que subvencionava.
També es deixaren de publicar el Butlletí de l'entitat i les Fulles Informatives, publicacions que donaven suport a l'escola catalana.
Però l'APEC no fou dissolta sinó només clausurada, fet que li permeté de continuar funcionant en la semiclandestinitat. L'octubre del 1924 se celebrà a París l'assemblea constitutiva de la Société d'Edition Raymond Lulle, que procurà continuar l'obra de l'APEC en aquests anys de dictadura.

### Els mestres de la República

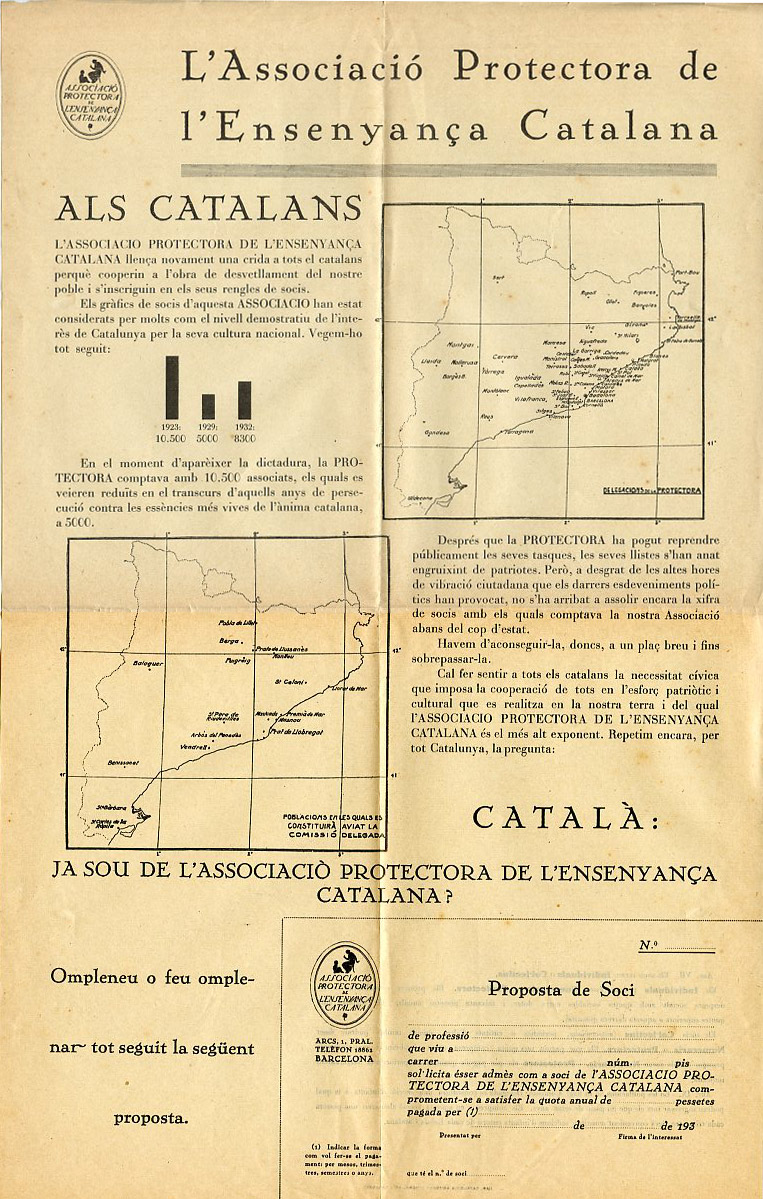
Document dels anys 1939 en què la Protectora fa una crida per a captar nous socis. Hi ha un mapa de Catalunya amb les delegacions i un altre amb les poblacions en les quals s'havia de constituir la comissió delegada. Al final hi ha una proposta per fer-se soci de la protectora.

Passada la dictadura, la tasca editorial es reprengué amb força. Després de la proclamació de la Segona República Espanyola, l'APEC rebé el suport de l'Ajuntament de Barcelona i de la Generalitat republicana, i l'any 1933 assolí la xifra de 7.813 socis, fet que permeté dur a terme diversos projectes: subvencionar les escoles que es creaven, atorgar beques a infants, organitzar colònies escolars, crear la Festa d'Infants i de Flors al Parc Güell i crear concursos escolars de llengua, geografia i història catalanes.
El 1936, l'APEC organitzà el seu Primer Congrés Nacional, on s'analitzà la seva obra escolar, i una exposició del llibre d'escola català.

### La guerra
Durant la Guerra Civil espanyola, i sota el comissariat del doctor Solé i Pla, l'APEC creà la Biblioteca per a Infants Apel·les Mestres instal·lada a la plaça del Pi, que fou clausurada acabada la guerra.
El 1939 l'APEC fou clausurada per les autoritats franquistes, que també confiscaren els fitxers i el material publicat.
Als inicis del franquisme, l'Editorial Pedagògica de l'APEC es convertí en l'Editorial Pedagógica i publicà alguns llibres traduïts al castellà, però poc després desaparegué.

## Membres
- Bastardas i Sampere, Albert. President de l'APEC (1923-1939).
- Fabra, Pompeu. President de la Comissió Editorial Pedagògica de l'APEC.
- Fiter i Inglès, Josep. Primer president de l'APEC (1899).
- Flos i Calcat, Francesc. Fundador de l'Associació Protectora de l'Ensenyança Catalana.
- Folguera i Duran, Manuel. President de l'APEC (1914-1922).
- Ruiz Porta, Joan. President de l'APEC (1922).
- Solé i Pla, Joan. Delegat del Govern de la Generalitat a l'APEC (1932).

## Escoles

### A Barcelona (octubre del 1917)
- Escoles Catalanes del districte VI, carrer del Carme, 107
- Escoles Catalanes del districte II, Mercaders, 40
- Escola Catalana Mossèn Cinto, passeig de Sant Joan, 85
- Escola del C.NC, Lladó, 7
- Escola Catalana, Moncada, 31-33
- Acadèmia Verdaguer, Aragó, 359
- Escola de l'Ateneu Democràcia del districte VII, Aragó, 135
- Escola del CNR de Sant Gervasi, Laforja, 222
- Escola Santa Eulària, Caraça, 5
- Col·legi de Sant Jordi, Llúria, 45
- Institut Feminal, Claris, 24
- Escola model Montessori, Via-Diagonal, 482

### Fora de Barcelona (octubre del 1917)
- Escola Nacional Catalana, Bellcaire d'Urgell
- Escoles Dr. Robert, l'Hospitalet de Llobregat
- Escola Catalana que dirigeix D. Pere Llobera, Terrassa
- Casa dels nens, Vilafranca del Penedès
- Centre de Cultura Popular, Sabadell
- Col·legi de la Sagrada Família (Secció), Sabadell

## Funcions
L'objectiu principal de l'APEC fou adherir centres de caràcter pedagògic català i fundar-ne de nous. Tal com escriví Flos, l'escola catalana era aquella que, a més d'adoptar oficialment la llengua catalana, feia de “son programa un instrument d'avenç de nostres lletres i de l'esperit patri”, partint del convenciment que “la ciència pedagògica reclama que s'instrueixi els nois en la llengua que coneixen”.
Però a més de la tasca d'associar centres sota el paraigua de l'APEC per crear una pedagogia catalana, aquesta associació subvencionava els centres i concedia beques per a infants.
Altrament, organitzava un munt d'activitats i projectes amb la finalitat d'instaurar les noves pedagogies i difondre-les com, per exemple, colònies escolars, festes i festivals al Parc Güell i concursos escolars. En el vessant formatiu, publicava i organitzava cursos per als mestres així com classes de català en diferents entitats.
I en el punt en què va excel·lir fou en la iniciativa editorial, atès que publicà un important nombre de llibres d'escola de gran interès qualitatiu pels seus plantejaments didàctics innovadors i per la seva avançada concepció editorial i estètica.

## Publicacions
El pla editorial que l'APEC va arrencar el 1916 per poder tenir llibres d'escola en català comptà amb la presidència de Pompeu Fabra i, en el vessant tècnic, amb el pedagog Alexandre Galí; a més, fou assessorat artísticament per Josep Obiols, un dels més destacats artistes del noucentisme.
L'obra editorial de l'APEC formà, sens dubte, un dels conjunts de llibres escolars de més interès pedagògic del primer terç de segle a Espanya.

### Llista de publicacions més destacades
- Aritmètica elemental (1899), de mossèn Camil Vives.
- Aritmètica i geografia (curs mitjà) (1931), de Josep Galí.
- Cartipàs català (1918), de Pau Romeva.
- Curs de comptabilitat (1934), de Ferran Boter.
- Geografia de Catalunya (1923), de Pere Blasi.
- Geometria elemental (1899), de mossèn Camil Vives.
- Gramàtica Catalana, curs mitjà (1931), de Pompeu Fabra.
- Història de Catalunya (1923), de Ferran Soldevila.
- Història de Catalunya (1922), de Ferran Valls i Ferran Soldevila.
- Història (primeres lectures) (1936), d'Enric Bagué i Jaume Vicens i Vives.
- Infants i Flors (1921), d'Ignasi Iglésias.
- Introducció a la gramàtica (1935), d'Alexandre Galí.
- Instruccions per la ensenyança de minyons (1923), de mossèn Baldiri Reixac.
- Lectura d'infants (1899), de Francesc Flos.
- Lectures per a infants (1930-1931), de Maria Assumpció Pascual.
- Les ciències de la vida de la llar (1923), de Rosa Sensat.
- Llibre de la natura. Primer Grau (1932), de S. Maluquer Nicolau i A. Parramon Tubau.
- Lliçons d'aritmètica I-II-III (1932), de Concepció Vandellós i Maria Esteve i Llach.
- Lliçons de llenguatge I-II i Introducció a la gramàtica I-II (1931, 1935, 1937), d'Alexandre Galí.
- Manual d'història de la literatura catalana moderna (1922), de Manuel de Montoliu.
- Nomenclatura de geografia universal (1902), de Francesc Flos.
- Quaderns d'exercicis metòdics d'aritmètica (1899), d'Àngel Lletjós.
- Salut, higiene i educació física (1935), de Ramon Fagella.
- Sil·labari català (1922), de Pau Romeva.

A més de biografies de Ramon Llull, Manuel Milà i Fontanals, Francesc Pi i Margall, Pau Claris, Jaume I, Jacint Verdaguer…, escrites respectivament per Llorenç Riber, A. Rubió i Lluch, J. Roca i Roca, A. Rovira i Virgili, Manuel de Montoliu i Valeri Serra i Boldú…